# Go (Paul Chambers)
| Recensione | Giudizio |
| ---------- | -------- |
| AllMusic   | [ 1 ]    |

Go è un album discografico di Paul Chambers, pubblicato dall'etichetta discografica Vee-Jay Records nell'ottobre del 1959.

## Tracce
Lato A
1. Awful Mean – 6:56 (Cannonball Adderley) – Probabile registrazione del febbraio 1959
2. Just Friends – 5:14 (Sam M. Lewis, John Klenner) – Registrato il 2 febbraio 1959
3. Julie Ann – 6:01 (Cannonball Adderley) – Registrato il 3 febbraio 1959

Lato B
1. There Is No Greater Love – 8:14 (Marty Symes, Isham Jones) – Probabile registrazione del febbraio 1959
2. Ease It – 6:57 (Paul Chambers) – Registrato il 2 febbraio 1959
3. I Got Rhythm – 6:06 (Ira Gershwin, George Gershwin) – Registrato il 2 febbraio 1959

Edizione doppio CD del 1997, pubblicato dalla Vee-Jay Records (VJ-017)
CD 1 (Master Takes)
1. Awful Mean – 6:55 (Cannonball Adderley)
2. Julie Ann – 5:57 (Cannonball Adderley)
3. There Is No Greater Love – 8:14 (Marty Symes, Isham Jones)
4. I Heard That – 9:30 (Paul Chambers)
5. Dear Ann – 4:08 (Paul Chambers)
6. Shades of Blue – 8:23 (Paul Chambers)
7. Just Friends – 5:15 (Sam M. Lewis, John Klenner)
8. Ease It – 6:56 (Paul Chambers)
9. I Got Rhythm – 6:05 (Ira Gershwin, George Gershwin)

CD 2 (Alternate Takes)
1. Awful Mean – 9:25 (Cannonball Adderley) – Take 4
2. I Heard That – 9:20 (Paul Chambers) – Remake, Take 1
3. I Heard That – 9:10 (Paul Chambers) – Take 8
4. Dear Ann – 5:08 (Paul Chambers) – Remake, Take 2
5. Dear Ann – 7:48 (Paul Chambers) – Take 3
6. Just Friends – 7:32 (Sam M. Lewis, John Klenner) – Take 6
7. I Got Rhythm – 6:25 (Ira Gershwin, George Gershwin) – Take 2

- CD 2 - brano 1: registrazione probabile del febbraio 1959, brani: 2,3,4 & 5 registrati il 3 febbraio 1959, brani 6 & 7 registrati il 2 febbraio 1959, a Chicago, Illinois ("Universal Recording Studios")

## Musicisti
Awful Mean / There Is No Greater Love / Shades of Blue
- Paul Chambers - contrabbasso
- Cannonball Adderley - sassofono alto
- Wynton Kelly - pianoforte
- Philly Joe Jones - batteria (brano: Awful Mean)
- Jimmy Cobb - batteria (brani: There Is No Greater Love e Shades of Blue)

Just Friends / Ease It / I Got Rhythm / Dear Ann (Take 3)
- Paul Chambers - contrabbasso
- Cannonball Adderley - sassofono alto
- Freddie Hubbard - tromba
- Wynton Kelly - pianoforte
- Jimmy Cobb - batteria

Julie Ann / Dear Ann (Remake, Take 2) / I Heard That
- Paul Chambers - contrabbasso
- Cannonball Adderley - sassofono alto
- Freddie Hubbard - tromba
- Wynton Kelly - pianoforte
- Jimmy Cobb - batteria

Note aggiuntive
- Sid McCoy - produttore originale
- Registrazioni effettuate il 2 e 3 febbraio 1959 al Universal Recording di Chicago, Illinois